# Calle del Coso
El Coso es una de las calles más antiguas y conocidas de Zaragoza, Aragón, España.

## Descripción

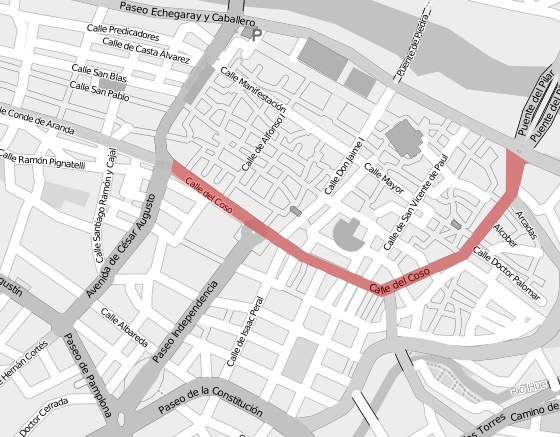
Trayecto de la calle

Tiene más de dos mil años de historia, ya que su trazado se corresponde con el cursus, recorrido que rodeaba la muralla en época romana, y del cual deriva su nombre. Comienza  en la avenida de César Augusto,  a la altura del edificio de la Audiencia.
En ella desembocan la calle Alfonso I y la calle Don Jaime I tras pasar la plaza de España. A la altura de la plaza de San Miguel da un giro de 90 grados, pasa junto a la plaza de la Magdalena y desciende hasta el río Ebro a la altura del puente del Pilar (puente de Hierro). El extremo noroeste del cursus no se ha considerado incluido tradicionalmente en esta vía por su uso comercial (mercado) y por el crecimiento urbano de la zona que desdibujó pronto su recorrido (calle Cerdán).
Esta calle es de las más importantes de Zaragoza, ya que está en el centro y se conecta con calles y plazas muy importantes. También, en el tramo entre conde Aranda hasta plaza de España, la calle alberga varias tiendas y el centro comercial puerta cinegia, el cual tiene una estatua de César Augusto. Un punto de mucho interés es el teatro principal, que está a la altura de la plaza de España.

## Transporte
La calle tiene, en el primer tramo, el tranvía de Zaragoza, que hace que la calle sea peatonal. En el otro tramo, tienen numerosas líneas de autobús urbano: 21 22 28 29 32 35 38 39 N1. También, tiene las terminales de las líneas del CTAZ 201, 202, 210, 211, 212, 213 y 214. Se pueden subir a todas estas líneas en un total de 11 postes en toda la calle.
Para los coches, es una avenida importante, ya que se pude cruzar el casco histórico sin tener que ir por las estrechas calles del casco histórico de Zaragoza.